# Louis Lot
Pour les articles homonymes, voir Lot.
Louis Esprit Lot (La Couture, 17 mai 1807 – Chatou, 12 janvier 1896) est un célèbre facteur de flûte traversière français.

## Biographie
Louis Lot apprend la flûte avec Louis Dorus[réf. nécessaire] et en 1827, travaille dans l'atelier de Clair Godfroy, à Paris. En 1833, il devient le gendre de Godfroy et en 1836 partenaires de la société. Conjointement avec le fils de Clair Godfroy, Vincent Hypolite Godfroy, Lot construit en 1839 sous licence le premier modèle français de flûte d'après le modèle à anneaux mobiles de Theobald Böhm de 1832. Ce modèle a été amélioré, en 1837 par le facteur Auguste Buffet, Victor Coche et le flûtiste Louis Dorus, notamment pour faciliter l'adoption des nouveaux doigtés de flûte. Ce modèle français est autorisé au conservatoire de Paris dès 1838 et rencontre un succès à Paris puis à Londres auprès d'un nombre grandissant de flûtistes. En 1847, la société reçoit à nouveau l'autorisation  pour exploiter en France le deuxième brevet du modèle système Boehm basé sur l'invention d'une perce cylindrique, qui pose les bases de la flûte traversière moderne (médaille d'or de l'exposition universelle de Londres de 1851, médaille d'or de l'exposition de Paris de 1855).
En 1855, Louis Lot fonde son propre atelier à Paris – à partir de là, Theobald Böhm lui-même lui envoie des pièces, par exemple, pour finir des corps en bois forés parce qu'il ne pouvait pas faire face à la somme des dépenses encourues par les commandes. Lorsqu'en 1860, le flûtiste Louis Dorus succède en tant que professeur à Jean-Louis Tulou, adversaire de la flûte de Böhm, qui empêchait son entrée dans l'institution ; le Conservatoire de Paris devient un client régulier chez Louis Lot. Les gagnants du concours annuel (le premier de cette série était Paul Taffanel) ont reçu régulièrement une flûte de Louis Lot. À l'Exposition universelle de Paris de 1867, Louis Lot présente un nouveau modèle de flûte traversière à la paroi plus épaisse, avec de plus grands trous de jeu, une embouchure carrée et une mécanique plus stable avec la clé de sol dièse ; cette forme est aujourd'hui connue comme le « modèle français » de la flûte traversière. La seule flûte en or massif fabriquée par Louis Lot est née en 1869 pour le flûtiste Jean Rémusat (en 1948, l'instrument est acquis par Jean-Pierre Rampal). En 1875, Lot prend sa retraite. Il avait construit environ 2150 flûtes (dont 870 en métal) et piccolos.
Il vécut environ 20 ans après la prise de sa retraite. Il n'y a aucune référence qu'après sa retraite, il ait eu une correspondance avec les facteurs de flûtes établis à Paris. Il meurt chez lui, le 12 janvier 1896 à l'âge de 88 ans. Il habitait au 73 rue Saint Germain, à Chatou.
Un détail intéressant est que sa demeure fut achetée par une Madame Thibouville-Martin, veuve du célèbre fabriquant d'instruments à vent. Le 9 juin de cette année, Louis Dorus meurt à l'âge de 83 ans. 38 ans avant, il était passé à la retraite du Conservatoire et en 1868, ceci la même année que Vincent Hypolite Godfroy meurt, et que Louis Lot ait acheté sa demeure pour y passer ses années de retraite. Et cette année 1868 est reconnue comme étant le summum du développement de la flûte française. Les modifications ultérieures ne changèrent rien à la flûte Louis Lot. Lot et Dorus sont morts au moment même quand le 20eme siècle allait naître et que la flûte et les écoles de flûte qu'ils avaient établies seraient mondialement reconnues.
En ce qui concerne les ateliers Louis Lot, il sera intéressant de noter qu'en 1877, 70% de la production étaient des flûtes métalliques (les autres étant en bois), et qu'à partir de cette année-là, les flûtes en métal avaient des numéros pairs, et les flûtes en bois avaient des numéros impairs. Le plus grand nombre de flûtes métalliques fabriquées fut entre 1876 et 1900, et la production a commencé à ralentir petit à petit jusqu'en 1933. À cause de l'arrivée de la Deuxième Guerre mondiale, la production de flûtes a été réduite à environ une flûte par mois. D'ailleurs, entre 1931 et 1951, seulement 250 flûtes furent fabriquées.
En 1951, la manufacture est rachetée  par la maison SML Marigaux.